# Джимі Гендрікс (фільм)
«Джимі Гендрікс» (англ. Jimi: All Is by My Side) — драматичний фільм режисера та сценариста Джона Рідлі. Стрічка розповідає про початок музичної кар'єри Гендрікса від приїзду до Лондона, створення «The Jimi Hendrix Experience» та слави після виступу на поп-фестивалі в Монтереї. Фільм був показаний у секції спеціальних презентацій на Міжнародному кінофестивалі в Торонто 2013 року та на кінофестивалі «South by Southwest» та вийшов у Великій Британії 8 серпня 2014 року. 26 липня 2014 року його демонстрували на Новозеландському міжнародному кінофестивалі.

## Сюжет
Дія фільму відбувається в Лондоні 1966—1967 років. Невідомий гітарист Джимі Гендрікс (Бенджамін) грає в одному з рок-клубів Нью-Йорка. Його здібності помічає Лінда Кіт (Путс), ґруппі та подружка одного з «роллінгів» Кіта Річардса (Чарлз). Вона розпізнає в ньому майбутню зірку, вводить у світ рок-музикантів і навіть розходиться з Річардсом заради Джимі. Однією з головних віх у кар'єрі молодого виконавця стає знайомство з бас-гітаристом «The Animals» Чесом Чендлером (Баклі). Цей музикант, який переживає нещодавній розпад свого гурту, стає менеджером і продюсером Гендрікса.
Під час гастролей у британській столиці Джимі знайомиться з новою прихильницею Кеті Етчингем (Етвел) та кидає Лінду. Навесні 1967 року знову набраний колектив на чолі з Гендріксом записує дебютний альбом «Are You Experienced».

## У ролях
| Актор            | Роль              |
| ---------------- | ----------------- |
| Андре Бенджамін  | Джимі Гендрікс    |
| Гейлі Етвел      | Кеті Етчінгем     |
| Берн Ґорман      | Майкл Джеффері    |
| Імоджен Путс     | Лінда Кіт         |
| Олівер Беннетт   | Ноель Реддінг     |
| Том Данлія       | Мітч Мітчелл      |
| Ендрю Баклі      | Чес Чендлер       |
| Рут Негга        | Айда              |
| Ешлі Чарлз       | Кіт Річардс       |
| Емі Де Брун      | Фібі              |
| Клер-Гоуп Ашиті  | Фей Пріджен       |
| Лоренс Кінлан    | Джон              |
| Джейд Юрелл      | Роберта Голдстейн |
| Сем Мак-Говерн   | Тед               |
| Роббі Джарвіс    | Ендрю Луг Олдем   |
| Едріан Лестер    | Майкл Х           |
| Денні Мак-Колган | Ерік Клептон      |

## Виробництво
Фільм не містить пісень, написаних Гендріксом, оскільки запит режисерів на їх використання був відхилений компанією Experience Hendrix LLC. Натомість події у фільмі, які відбуваються в Лондоні у 1966 та 1967 роках, містять пісні, які Гендрікс виконував, незадовго до виходу дебютного альбому «Are You Experienced». Усі музичні частини були виконані Водді Воктелом (гітара), Леландом Скларом (бас-гітара), Кенні Ароноффом (ударні). Воктел написав фрагменти музики до фільму, які схожі на ранні пісні «The Jimi Hendrix Experience».

## Точність
Кілька знайомих Гендрікса, зокрема Кеті Етчінгем, визнали сюжет фільму значною мірою вигаданим. Зокрема, сцени із зображенням Гендрікса, який неодноразово бив Етчінгем (зіграла Гейлі Етвел). В інтерв'ю Етчінгем описала Гендрікса як добру людину, а час, який вони провели разом, є одними з найкращих років її життя.

## Сприйняття

### Касові збори
Фільм зібрав $340 911 у США та Канаді та $586 163 на інших територіях, загальна сума склала $927 074, плюс $67 173 від продажів домашнього відео, проти виробничого бюджету в $5 мільйонів.

### Критика
Рейтинг стрічки на Rotten Tomatoes 66 % із середньою оцінкою 6/10 на основі 80 відгуків критиків. Консенсус сайту зазначає: «Він нерівномірний — і йому бракує первісної сили класичних записів музиканта, але фільм пропонує чудово реалізовану альтернативу міфу Гендрікса». На Metacritic фільм має рейтинг 66 із 100 на основі 27 оглядів, що свідчить про «загалом сприятливі відгуки».
Оглядач журналу «Rolling Stone» висловився про фільм: «Для тих, хто може подивитись крізь пальці на кричущі музичні упущення, (фільм) створює портрет людини до того, як вона стала іконою, людину, яка, як і більшість, не знала як досягнути цього, людину, яку кохання та захоплення жінкою підштовхнули на досягнення мети».
У «Гардіан» фільм був описаний як «затягнутий і громіздкий, він випробовує навіть наполегливість прихильників музиканта. <…> Гендрікса завжди було важко втиснути в певні рамки. „Джимі Гендрікс“ намагається зробити це, якщо не в музиці, то по духу».

### Номінації та нагороди
| Нагороди та номінації фільму «Джимі Гендрікс» | Нагороди та номінації фільму «Джимі Гендрікс» | Нагороди та номінації фільму «Джимі Гендрікс» | Нагороди та номінації фільму «Джимі Гендрікс» | Нагороди та номінації фільму «Джимі Гендрікс» | Нагороди та номінації фільму «Джимі Гендрікс» |
| Рік                                           | Кінофестиваль/кінопремія                      | Категорія/нагорода                            | Номінант                                      | Результат                                     |                                               |
| --------------------------------------------- | --------------------------------------------- | --------------------------------------------- | --------------------------------------------- | --------------------------------------------- | --------------------------------------------- |
| 2013                                          | Стокгольмський міжнародний кінофестиваль      | Найкращий фільм                               | Джон Рідлі                                    | Номінація                                     |                                               |
| 2014                                          | «South by Southwest»                          | Нагорода глядачів                             | Джон Рідлі                                    | Номінація                                     |                                               |
| 2015                                          | «Незалежний дух»                              | Найкраща чоловіча роль                        | Андре Бенджамін                               | Номінація                                     |                                               |
| 2015                                          | NAACP Image Award                             | Найкращий незалежний фільм                    | «Джимі Гендрікс»                              | Номінація                                     |                                               |
| 2015                                          | NAACP Image Award                             | Найкращий режесер                             | Джон Рідлі                                    | Номінація                                     |                                               |